# Mosaic del Pla de l'Os
El Mosaic del Pla de l'Os també conegut com a Paviment Miró és una obra de 1976 feta per Joan Miró que es troba al Pla de la Boqueria, a la Rambla de Barcelona, camí natural de qui va o ve del mar a la ciutat. L'obra fou inaugurada el 30 de desembre del 1976, i està inclosa en el catàleg Art Públic de Barcelona. El mosaic va ser executat per Joan Gardy-Artigas, amb la col·laboració dels tallers Escofet, especialitzats en peces de terratzo.

## Context

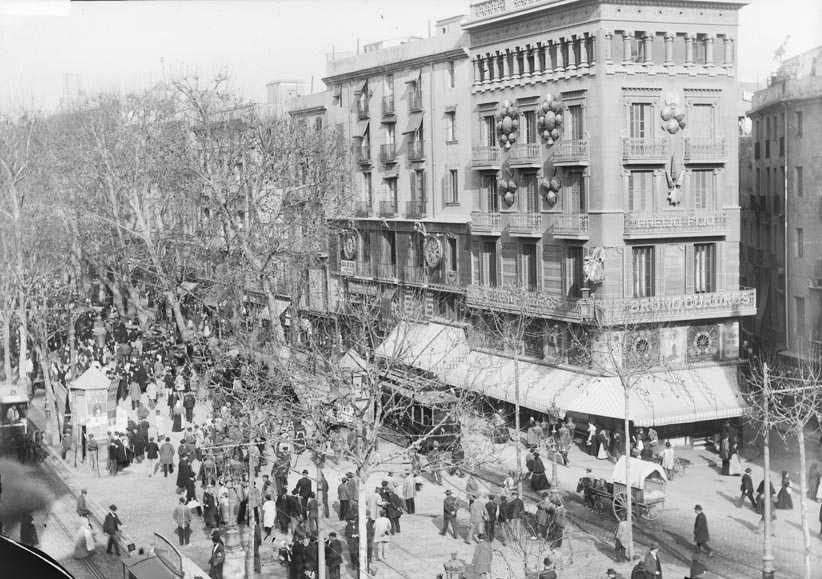
El Pla de l'Os a finals del. Antoni Esplugas (Arxiu Nacional de Catalunya).

Barcelona disposa d'una gran varietat de paviments artístics que decoren els terres de desenes de carrers. Adolf Florensa Ferrer (1889-1968), arquitecte tècnic de l'Ajuntament de Barcelona i responsable de les obres de conservació i restauració de Ciutat Vella, va dedicar un especial interès a la renovació de paviments quan feia intervencions en les zones històriques de la ciutat, on destaquen el paviment de la plaça de Sant Jaume (1953). Juntament amb Jorge Ros i Joan Josep Tharrats va dirigir un projecte de paviments artístics, entre els quals destaquen el paviment onejant de la Rambla (produït per Escofet el 1968), el de la plaça de Catalunya (1959) o el Mirador de l'Alcalde a Montjuïc. Aquestes intervencions artístiques demostren que el model Barcelona promou un paviment no només funcional, sinó útil per dotar de caràcter als espais públics.

## Història

### Per terra, mar i aire
L'any 1968 l'Ajuntament de Barcelona va suggerir a Joan Miró de fer un dels seus coneguts murals ceràmics per donar la benvinguda als visitants de la ciutat que arribessin a l'Aeroport de Barcelona. A Miró li va encantar la idea i va dir que no solament faria una obra per a l'Aeroport —acabat d'instal·lar el setembre de 1970—, sinó que es comprometé a dissenyar tres obres que donarien la benvinguda als visitants de la ciutat segons en el medi en què hi arribessin: terra, mar o aire. Les altres dues obres encarregades foren un paviment ceràmic de més de 400 metres quadrats al Pla de la Boqueria —el Mosaic del Pla de l'Os, inaugurat el 30 de desembre de 1976— per saludar als visitants que arribessin a Barcelona per mar, i una escultura —que segons el projecte primigeni havia de fer més de 60 metres d'alçada— que s'instal·laria al Parc de Cervantes per tal de realitzar el mateix gest a l'entrada a la ciutat per l'antiga carretera nacional. Aquesta obra havia de ser Dona, ocell i una estrella, però finalment el projecte pel Parc de Cervantes fou desestimat i l'obra ideada a la Maqueta per a Dona, ocell i una estrella és conservada al pati nord de la Fundació Joan Miró de Barcelona. Una versió similar de l'obra es va construir a la Brunswick Plaza de Chicago, amb una mida final de 12 metres, actualment coneguda com a Miss Chicago.
| «                                      | El meu propòsit per Barcelona, com a donació meva: A) Aeroport la benvinguda a la gent que arriba per l'aire B) Monument de 30 m d'alçada als Jardins Cervantes per la gent que ve per carretera, per terra C) Mosaic al Pla de l'Os, a la Rambla, la gent que arriba per Mar i que entra a la ciutat D) Centre d'Estudis Art Contemporani (CEAC) Joan Miró: com a porta oberta vers el futur i d'intercanvi cultural internacional, amb la meva fe absoluta que Catalunya té un gran paper a jugar en el món de demà | » |
| — Carta de Joan Miró a Lluís Permanyer | |   |

Cal remarcar doncs, que Dona i ocell no forma part d'aquest projecte de Benvinguda, sinó que és un encàrrec posterior, efectuat ja en temps democràtics per l'Ajuntament de Barcelona en el marc del procés d'urbanització de l'antic Parc de l'Escorxador, un solar on hi havia l'antic escorxador de Barcelona, enderrocat l'any 1978. L'obra es convertiria en l'element central del futur Parc Joan Miró.

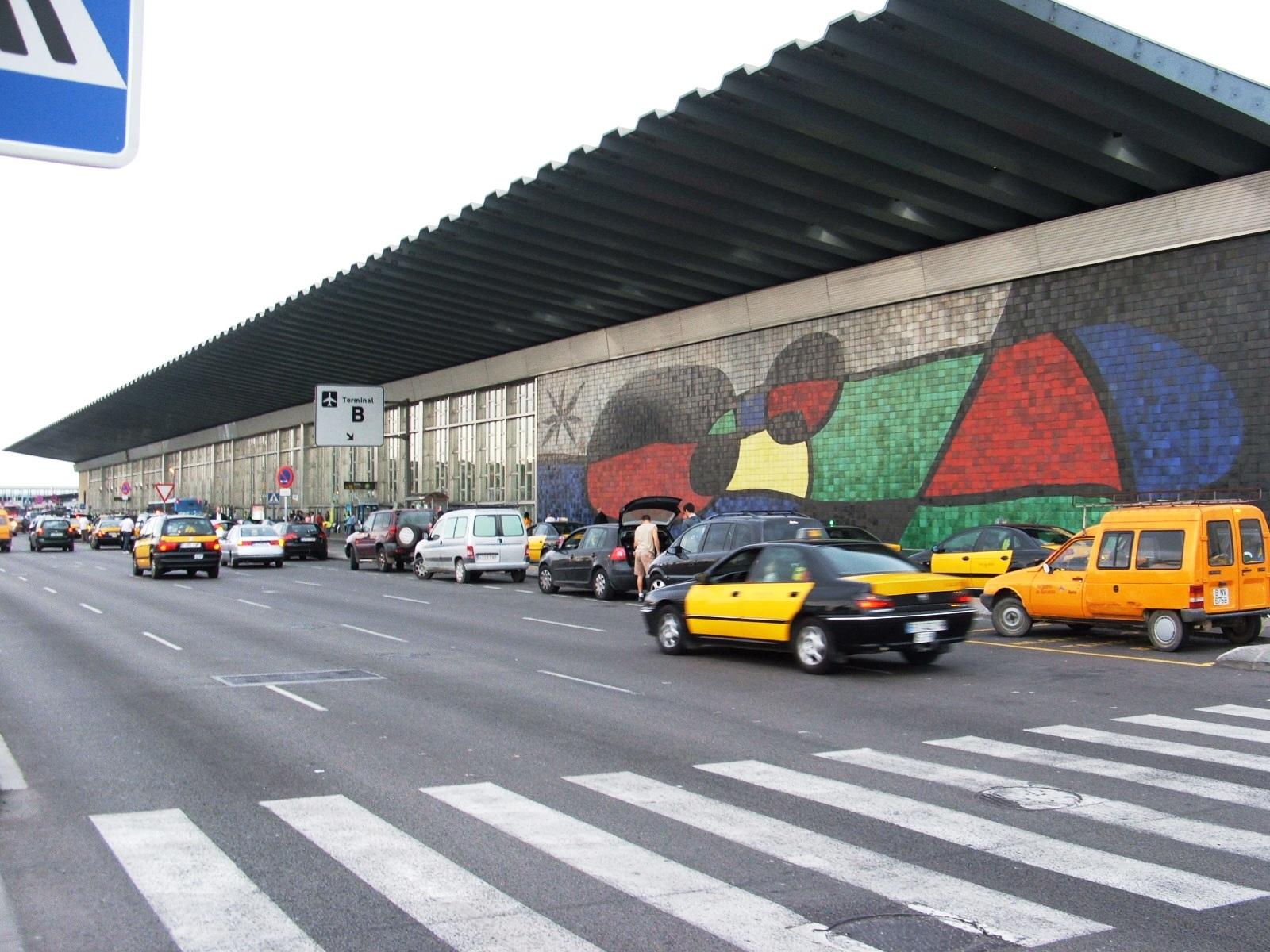
A. Mural a l'Aeroport (aire)
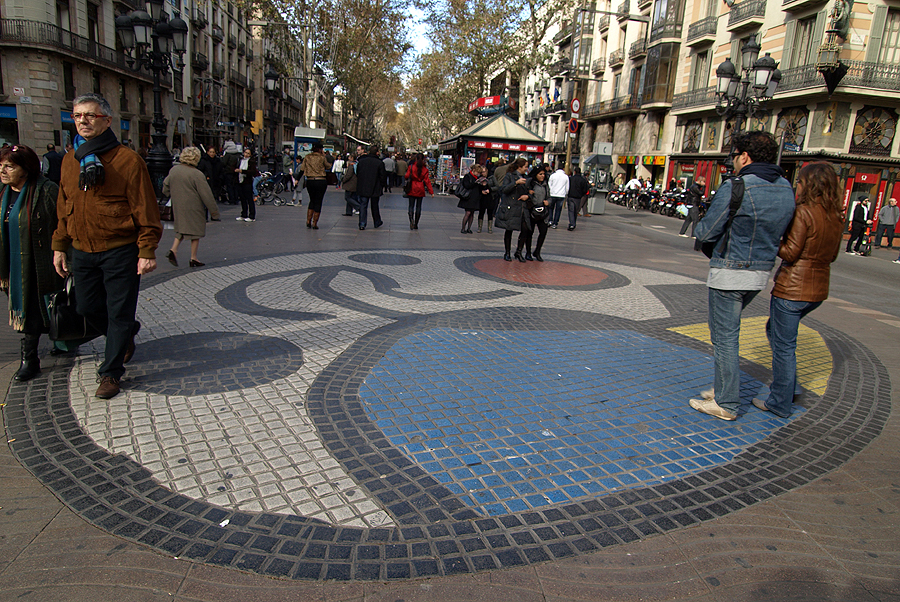
B. Mosaic del Pla de l'Os (mar)
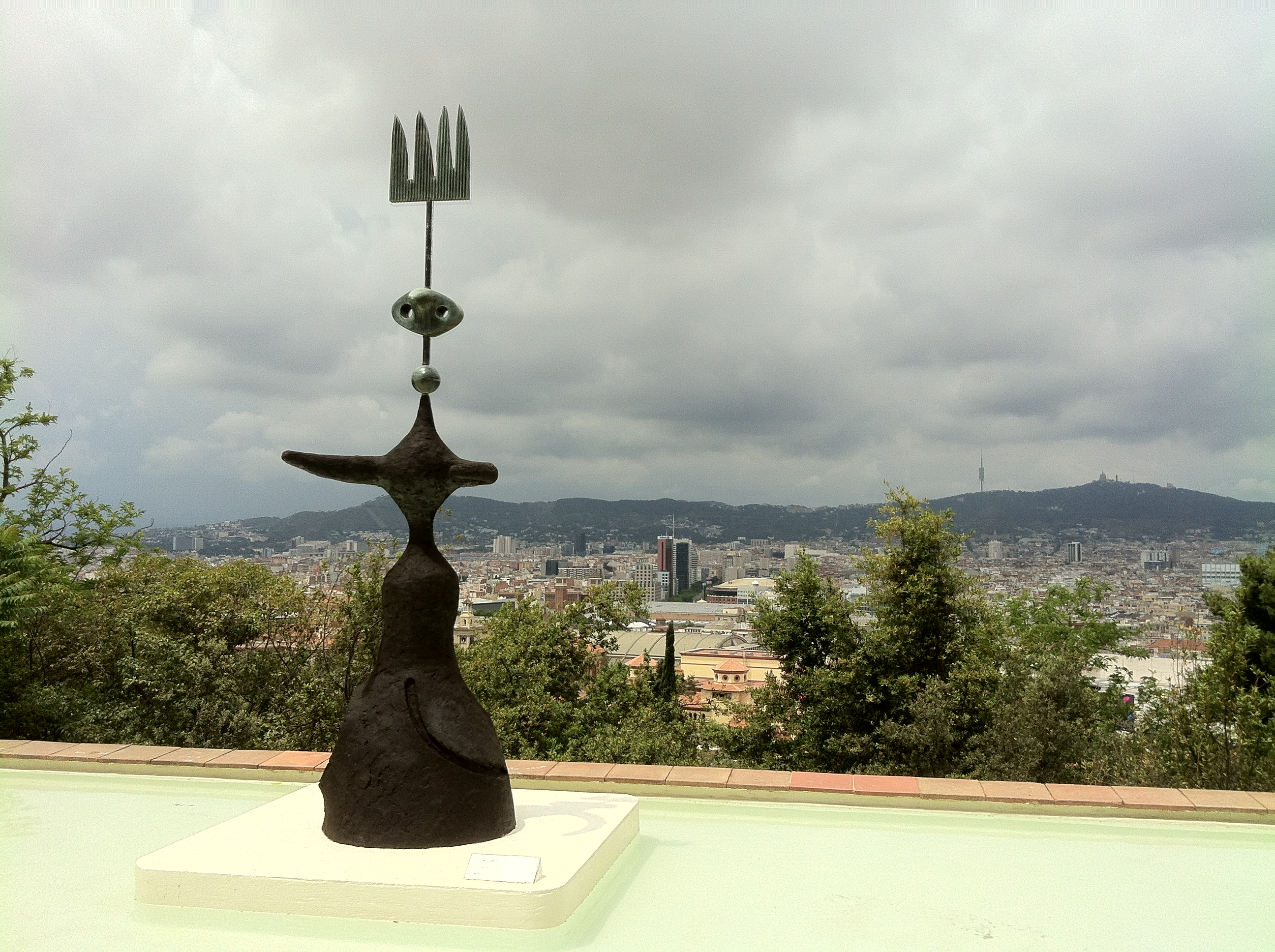
C. Maqueta per a Dona, ocell i una estrella (terra: no realitzada)
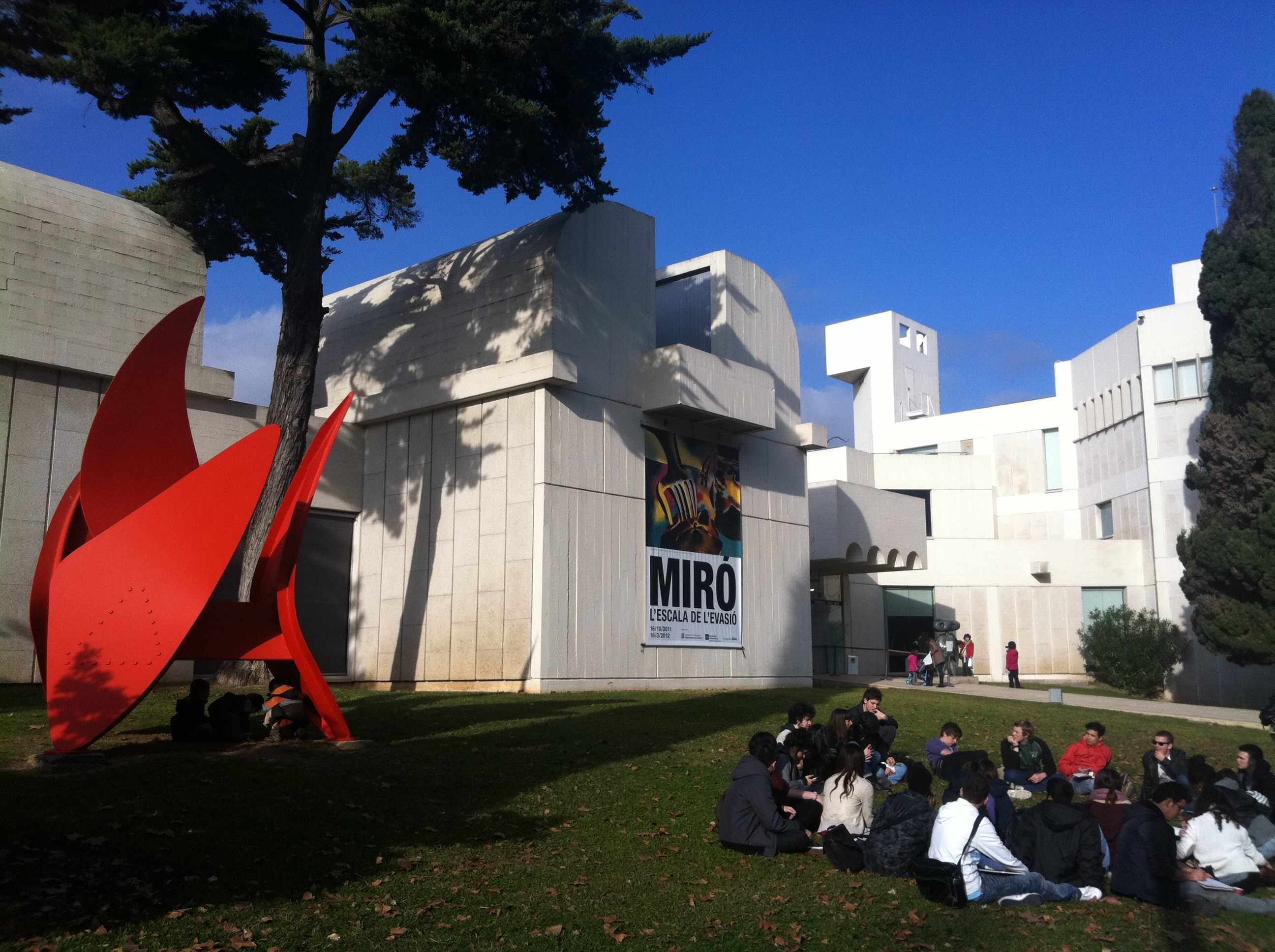
D. CEAC - Centre d'Estudis d'Art Contemporani (Fundació Joan Miró) (porta oberta vers el futur)

### Esbós
Miró va partir d'un esbós en paper, conservat actualment a la Fundació Joan Miró de Barcelona. En aquest dibuix ja es veuen les formes i els dibuixos del mosaic d'una manera molt detallada. Tot i això, gran part de la força de l'obra recau també en Joan Gardy Artigas, encarregat de donar vitalitat als colors ideats per Joan Miró.

### Construcció
L'obra va ser executada l'any 1976 per Joan Gardy-Artigas, amb la col·laboració dels tallers Escofet, especialitzats en peces de terratzo. Aquell mateix any, Miró havia rebut l'encàrrec per realitzar el Mural per a IBM, actualment conservat al Museu Nacional d'Art de Catalunya.
Els Serveis Municipals de Pavimentació de l'Ajuntament de Barcelona van iniciar la seva instal·lació a la Rambla el dia 2 de novembre. Miró va anar a Barcelona per veure el mosaic fins al 14 de gener de 1977, un mes després de la seva col·locació. Segons el catàleg d'Art Públic de Barcelona, mentre Miró observava les reaccions de la gent davant de l'obra, un paleta s'hi va aturar i li va dir que trobava mal posades les rajoles, i Miró li va contestar: «No sap el que em va costar convèncer els operaris perquè posessin de manera irregular les peces...!»

### Inauguració
L'obra fou inaugurada el 23 de desembre del 1976 a primera hora de la tarda, amb la presència del llavors alcalde de Barcelona Josep Maria Socias Humbert, membres del consistori, representants de l'Associació de Comerciants i Veïns de la Rambla i el cerdamista Joan Gardy Artigas.

### Successos
El mosaic va ser el punt on es va aturar una furgoneta després de realitzar un atemptat a la Rambla de Barcelona el 17 agost de 2017.

## Conservació

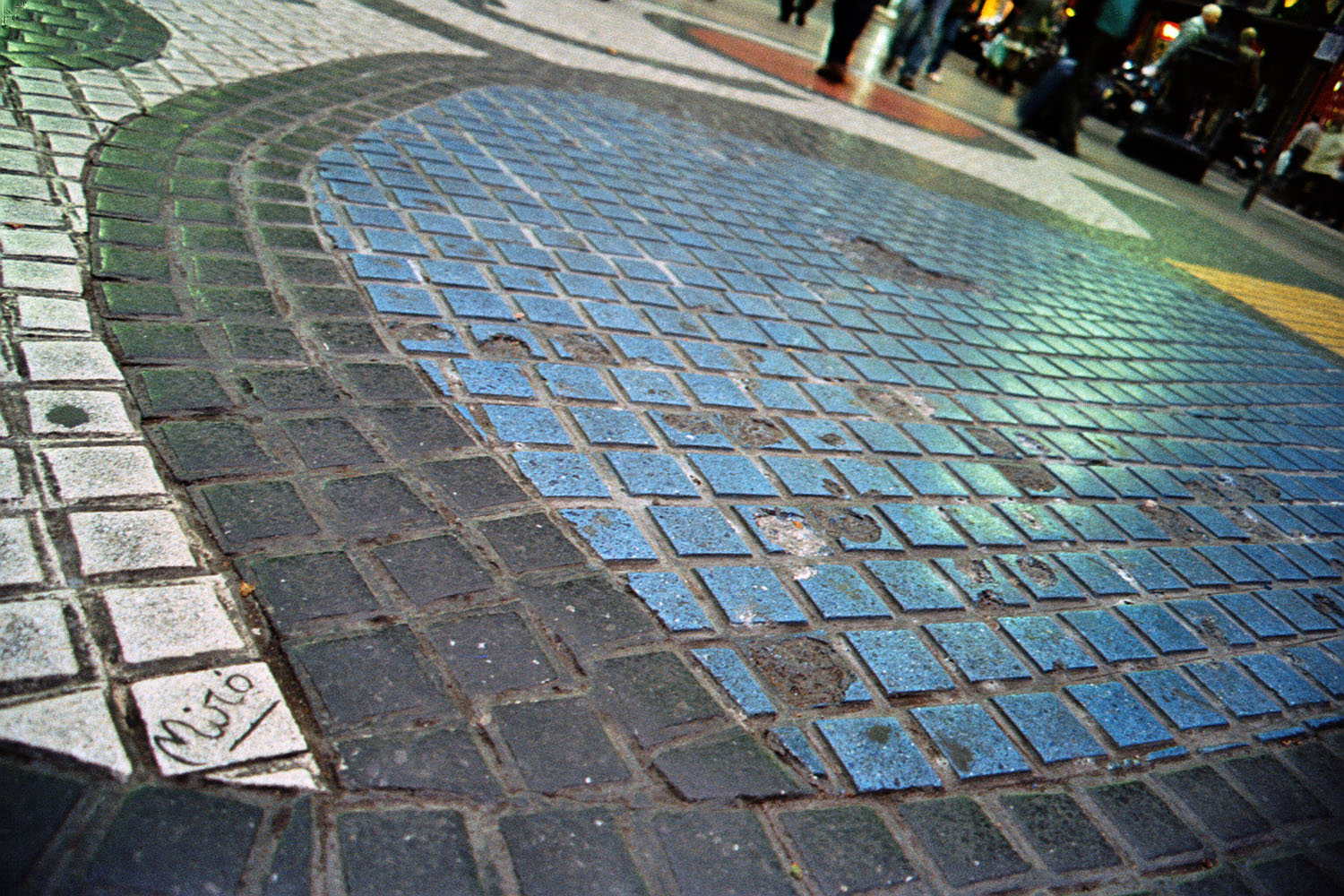
Detall del mosaic amb peces de color blau deteriorades

L'artista volia que la seva obra complís la missió de qualsevol paviment, ser trepitjat. És per això que l'obra no disposa de cap mena de protecció específica, més enllà dels manteniments higiènics regulars. Tot i així, periòdicament s'han de fer tasques de conservació, sobretot de les peces de color blau, que es deterioren més fàcilment.
El 1992 es van substituir gran part de les peces de color blau i el 2007 es van tornar a canviar, aprofitant l'ocasió per canviar-ne també de grogues i vermelles, fent servir fotos aèries per garantir la correcta col·locació de les peces.

### Intervenció de 2007
El 2007, l'Institut del Paisatge Urbà destinà prop de 32.000 euros provinents de la utilització de lones publicitàries en bastides d'obra a recuperar el Pla de l'Os. Jordi Portabella, llavors segon tinent d'alcalde i president de l'Institut del Paisatge Urbà, inaugurà la intervenció el dilluns 19 de març de 2007 a les sis de la tarda.
Es va procedir a la substitució de les llosetes de color del mosaic -que eren les més degradades i erosionades- per noves llosetes idèntiques a les originals, fetes de paviment hidràulic amb mescla de ciment blanc tenyit amb vidres de color triturats. Escofet va produir les llosetes tal com ja va fer a finals dels anys setanta per encàrrec de Joan Miró. Durant aproximadament un mes, al bell mig de la Rambla va estar instal·lada una tanca d'obra de grans dimensions per a poder col·locar les llosetes, que es van tallar una a una per poder donar la inclinació original al mosaic.

## Anàlisi
L'obra va ser concebuda com una fita de toponímia. És per això que l'obra mostra un cercle tancat sobre si mateix mitjançant la línia circular que serveix per encerclar els diferents elements de la composició. Dins hi ha una fletxa que destaca, tot indicant moviment i donant frescor a l'obra.
- El Cercle: És el símbol universal de la totalitat i, com a tal, de la perfecció. En el cristianisme representa l'Església Universal. Segons Plató, és la imatge mòbil d'una eternitat immòbil. El cercle contenint una creu representa el Paradís amb els seus quatre rius fluint des del centre, que és l'Arbre de la Vida. Si conté una doble creu es converteix en la Rosa dels Vents i assenyala els quatre punts cardinals i les quatre direccions intermèdies.[13]